# Сведение звука
Сведение звука — процесс, с помощью которого несколько звуков объединяются в один или несколько аудиоканалов. При этом процессе уровень громкости источника, частотный контент, динамика и панорамное положение манипулируются или улучшаются. Эта практическая, эстетическая или иная творческая обработка делается для того, чтобы создать готовую версию, которая привлекательна для слушателей.
Сведение звука практикуется для музыки, кино, телевидения и живого звука. Процесс, как правило, осуществляется инженер-микшер, управляющим микшерным пультом или цифровой звуковой рабочей станцией.

## Записанная музыка
До введения многодорожечной записи все звуки и эффекты, которые должны были быть частью записи, были сведены одновременно во время выступления. Если звуковая смесь не была удовлетворительной, или если один музыкант допустил ошибку, выбор должен был быть выполнен до тех пор, пока не был достигнут желаемый баланс и исполнение. Однако с введением многодорожечной записи производственная фаза современной записи радикально изменилась на ту, которая обычно включает в себя три этапа: запись, овердаббинг и микширование.

## Кино и телевидение

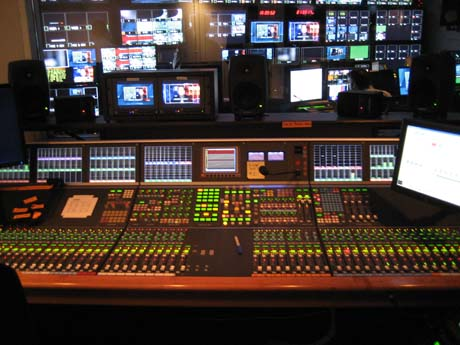
Микшерный пульт в диспетчерской кабельных новостей

Во время производственного диалога запись актёров выполняется человеком, который является заведующим отделом с командой, состоящей из бум-оператора, а иногда и оператора кабельного телевидения.
Сведение звука для кино и телевидения — процесс на этапе постпроизводства программы движущегося изображения, с помощью которого объединяется множество записанных звуков. В процессе монтажа обычно манипулируют уровнем сигнала источника, частотным содержанием, динамикой и панорамным положением и добавляются эффекты. В видеопроизводстве это называется подслащением.
Процесс происходит на стадии сведения, как правило, в студии или специально построенном театре, как только элементы изображения сведены в окончательную версию. Обычно инженеры смешивают четыре основных аудиоэлемента: речь (диалог, ADR, закадровый голос и т. д.), атмосфера, звуковые эффекты и музыка. По мере того, как стала доступна мультимашинная синхронизация, кинематографисты смогли разделить элементы на несколько барабанов. С появлением цифровых рабочих станций и растущей сложности стало обычным явлением количество композиций, превышающих 100.

### Разговорчивость диалога
С 2010-х годов критики и зрители сообщали, что диалог в фильмах, как правило, становится всё труднее понять, чем в старых фильмах, до такой степени, что зрителям приходится полагаться на субтитры, чтобы понять, что говорят. Бен Пирсон из SlashFilm' приписал этому комбинации факторов, только некоторые из которых могут быть рассмотрены с помощью сведения звука:
- Непонятность стилистического выбора кинематографистов, особенно Кристофера Нолана и тех, кто под его влиянием
- Мягкая, на дыхании подача реплик актёрами, практика особенно популярна среди молодых актёров, в отличие от театральной ясности передачи
- Низкий приоритет записи звука на съёмочной площадке, при этом приоритет отдается визуальным аспектам производства
- Расширенные технологические возможности, в том числе в постпроизводстве, больше не заставляют кинематографистов получать оптимальную запись на съёмочной площадке
- Знакомство съёмочной группы с диалогом может привести к тому, что они переоценят его разборчивость
- Театры показывают фильмы на более низкой, чем рекомендуется, громкости, чтобы избежать жалоб на чрезмерную громкость со стороны аудитории
- Различные стандарты сжатия и баланса объёма, применяемые различными потоковыми платформами
- Неадекватный аудиоремикс для фильмов, воспроизводимых в обстановке домашнего кинотеатра или на мобильных устройствах, где возможности воспроизведения звука различных настроек сильно отличаются друг от друга и от настроек кинотеатра

## Живой звук

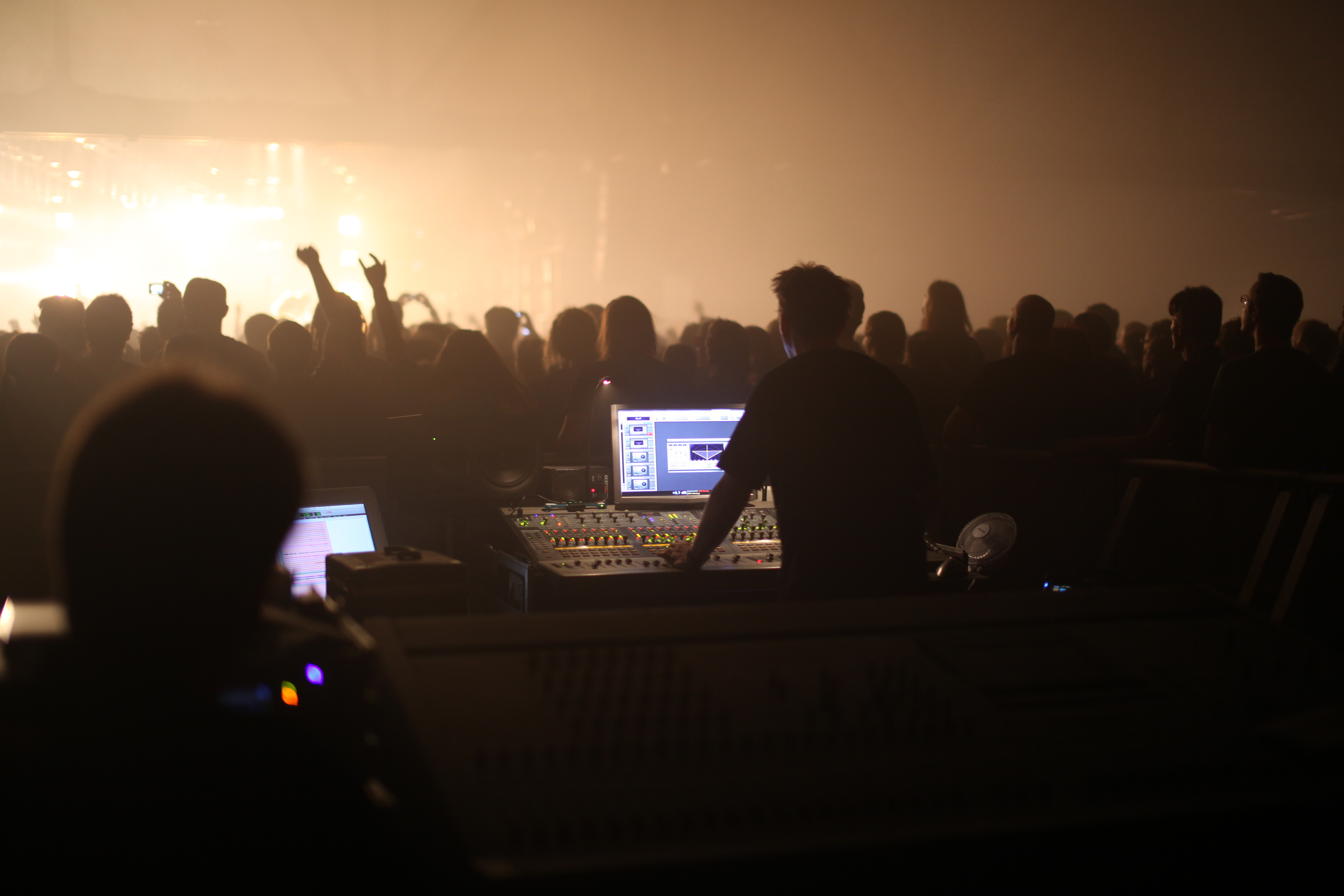
Микширование живого звука на концертной площадке

Микширование живого звука — процесс электрического смешивания нескольких источников звука на живом мероприятии с использованием микшерного пульта. Используемыми звуками являются звуки инструментов, голосов и предварительно записанного материала. Отдельные источники могут быть выравнены и направлены на блоки эффектов, чтобы в конечном итоге быть усиленными и воспроизводиться с помощью громкоговорителев. Звукорежиссёр живой музыки балансирует различные источники звука таким образом, чтобы наилучшим образом соответствовать потребностям мероприятия.